# Красавка Комарова
Краса́вка Комаро́ва (лат. Atropa komarovii) — вид двудольных растений рода Красавка (Atropa) семейства Паслёновые (Solanaceae). Впервые описан в 1945 году.
Согласно «The Plant List», таксон имеет статус «unresolved» («неразрешённый»); то есть является ли красавка Комарова отдельным видом или синонимичным названием какого-либо другого таксона, пока не очевидно.

## Распространение, описание
Эндемик Туркменистана. Встречается только в трёх ущельях юго-западного Копетдага.
Многолетнее травянистое растение. Побеги прямостоячие, листорасположение очерёдное. Листья простые, размещены по длине стебля. Цветки жёлтого цвета с буровато-малиновыми полосками, одиночные. Плод — ягода, гладкая, блестяще-чёрного цвета с сиреневым отливом. Плодоносит в июле—сентябре. Семена прорастают строго при температуре 11—24 °C. Все части растения ядовиты.
Число хромосом — 2n=74.

## Значение
Культивируется.

## Замечания по охране
Внесён в Красную книгу Туркменистана, ещё раньше вносился в Красные книги СССР и Туркменской ССР. Основными лимитирующими факторами для вида считались засуха, хозяйственная деятельность человека, рубка деревьев и кустарников, вытаптывание.
В 1997 году включался в Красную книгу Международного союза охраны природы.